# Géry Leuliet
Géry Leuliet (Richebourg-l'Avoué, 12 januari 1910  – Arras, 1 januari 2015) was een Frans bisschop.
Leuliet werd in 1933 tot priester gewijd en werd in 1963 bisschop van Amiens. In 1985 ging hij met emeritaat.
Met het overlijden van mgr. Antoine Nguyễn Văn Thiện, op 13 mei 2012, werd Leuliet de oudst levende katholieke bisschop ter wereld. Hij overleed 2,5 jaar later op 104-jarige leeftijd. Hij werd als oudste bisschop opgevolgd door Peter Leo Gerety.